# 野村奏斗
野村 奏斗（のむら かなと、1999年2月23日 - ）は、滋賀県栗東市出身のプロ野球審判員（育成審判員）。審判員袖番号は61。

## 来歴
秀岳館高校を経て、2017年から2020年まで独立リーグのベースボール・チャレンジ・リーグ（BCリーグ）の審判員を務める。
2021年3月、研修審判員として日本野球機構 (NPB) と契約し、同年は派遣先として再度BCリーグの審判を務めた。同年12月に育成審判員としてNPBと契約した。

## 審判員出場記録
2024年終了、一軍公式戦出場はなし。